# Campeonato de España de Ciclismo en Ruta 1913
El XIII Campeonato de España de Ciclismo en Ruta se disputó en Vitoria el 1 al 4 de agosto de 1913 sobre un recorrido de 100 kilómetros.
El Campeonato, organizado por la U.V.E., coincidió con la celebración de la Vuelta a las Vascongadas. En total, fueron cuatrto etapas con principio y final en Vitoria. 
El ganador de la prueba fue Juan Martí, que se impuso en la clasificación general. José Magdalena fue el claro dominador de las dos primeras etapas pero no pudo mantener el nivel en las dos siguientes. Lorenzo Oca y Joaquín Larrañaga completaron el podio.

## Etapas

### Vitoria-Pamplona, 114 km
| Pos. | Ciclista         | Equipo              | Tiempo    |
| ---- | ---------------- | ------------------- | --------- |
| 1.   | José Magdalena   | Montpeó-Klein       | 4h 12'20" |
| 2.   | Juan Martí       | Sanromá-Continental | a 6'10"   |
| 3.   | Toribio Aranzadi | -                   | a 10'14"  |
| 4.   | Roberto Abadía   | -                   | a 11'50"  |
| 5.   | Guillermo Antón  | -                   | a 11'52"  |

### Pamplona-San Sebastián, 89 km
| Pos. | Ciclista        | Equipo              | Tiempo    |
| ---- | --------------- | ------------------- | --------- |
| 1.   | José Magdalena  | -                   | 3h 26'00" |
| 2.   | Lorenzo Oca     | -                   | m.t.      |
| 3.   | Antonio Crespo  | Sanromá-Continental | m.t.      |
| 4.   | Juan Martí      | -                   | m.t.      |
| 5.   | Guillermo Antón | -                   | m.t.      |

### San Sebastián-Bilbao, 129 km
| Pos. | Ciclista          | Equipo              | Tiempo    |
| ---- | ----------------- | ------------------- | --------- |
| 1.   | Lorenzo Oca       | -                   | 5h 04'12" |
| 2.   | Teófilo Mingueza  | -                   | a 17"     |
| 3.   | Joaquín Larrañaga | -                   | a 26"     |
| 4.   | Juan Martí        | Sanromá-Continental | m.t.      |
| 5.   | Guillermo Antón   | -                   | a 3'18"   |

### Bilbao-Vitoria, 69 km
| Pos. | Ciclista         | Equipo              | Tiempo    |
| ---- | ---------------- | ------------------- | --------- |
| 1.   | Juan Martí       | Sanromá-Continental | 3h 54'25" |
| 2.   | Antonio Crespo   | Sanromá-Continental | a 4'35"   |
| 3.   | Cesáreo Ruiz     | -                   | a 4'40"   |
| 4.   | Teófilo Mingueza | -                   | a 4'42"   |
| 5.   | José Magdalena   | Montpeó-Klein       | a 7'35"   |

## Clasificación final
| Pos. | Ciclista          | Equipo              | Tiempo      |
| ---- | ----------------- | ------------------- | ----------- |
| 1.   | Juan Martí        | Sanromá-Continental | 14h 55'35"  |
| 2.   | Lorenzo Oca       | -                   | a 13'32"    |
| 3.   | Joaquín Larrañaga | Montpeó-Klein       | a 23'10"    |
| 4.   | Guillermo Antón   | -                   | a 23'11"    |
| 5.   | José Magdalena    | Montpeó-Klein       | a 24'30"    |
| 6.   | Antonio Crespo    | Sanromá-Continental | a 28'25"    |
| 7.   | Tomás Fuentes     | -                   | a 28'45"    |
| 8.   | Teófilo Mingueza  | -                   | a 1h 6'45"  |
| 9.   | Cesáreo Ruiz      | -                   | a 1h 21'03" |
| 10.  | Roberto Abadía    | -                   | a 1h 44'35" |